# Onthophagus arnetti
Onthophagus arnetti é uma espécie de inseto do género Onthophagus da família Scarabaeidae da ordem Coleoptera. Foi descrita em 1963 por Howden & Cartwright.